# Xã Kintire, Quận Redwood, Minnesota
Xã Kintire (tiếng Anh: Kintire Township) là một xã thuộc quận Redwood, tiểu bang Minnesota, Hoa Kỳ. Năm 2010, dân số của xã này là 182 người.